# Gastrotrypes
Gastrotrypes är ett släkte av steklar. Gastrotrypes ingår i familjen gallmyggesteklar.
Kladogram enligt Catalogue of Life:
| Gastrotrypes | \| \| Gastrotrypes caudatus \| \| \| \| \| \| Gastrotrypes spatulatus \| \| \| \| |
|              | \| \| Gastrotrypes caudatus \| \| \| \| \| \| Gastrotrypes spatulatus \| \| \| \| |
|              | Gastrotrypes caudatus                                                             |
|              |                                                                                   |
|              | Gastrotrypes spatulatus                                                           |
|              |                                                                                   |